# Livendula jasonhalli
Livendula jasonhalli is een vlindersoort uit de familie van de prachtvlinders (Riodinidae), onderfamilie Riodininae.
Livendula jasonhalli werd in 1999 beschreven door Brévignon & Gallard.